# Сивка (притока Болохівки)
Сивка (пол. Siwka) — річка в Україні, у Долинському районі Івано-Франківської області. Права притока Болохівки (басейн Дністра).

## Опис
Довжина річки 12 км, найкоротша відстань між витоком і гирлом — 9,38 км, коефіцієнт звивистості річки — 1,28. Формується багатьма безіменними струмками. 

## Розташування
Бере початок на північних схилах гори Залісся (484,9 м) на східній стороні від села Слобода-Долинська. Тече переважно на північний схід і на південно-західній стороні від села Болохів впадає у річку Болохівку, ліву притоку Сівки.